# Außerhandelnahme
Eine Außerhandelnahme ist ein feststehender Begriff (Terminus) aus dem Bereich Wirtschaft, welcher besagt, dass ein Produkt zwar noch hergestellt, jedoch zeitweise oder dauerhaft nicht mehr vertrieben werden darf. Sie stellt somit ein Marketinginstrument dar.
Gründe können zum Beispiel erhebliche Mängel (Produktion), ans Licht gekommene unerwünschte Wechselwirkungen oder aber schlichtweg die Tatsache sein, dass das Produkt inzwischen veraltet ist und in naher Zukunft durch ein neues Produkt ersetzt werden soll oder bereits worden ist.
Mit einer Außerhandelnahme auf Grund von Mängeln, welche die Sicherheit oder die Gesundheit von Mensch und Tier beeinträchtigen (könnten), geht gemäß dem Produkthaftungsgesetz oft ein Produktrückruf einher. 